# Talara mesospila
Talara mesospila är en fjärilsart som beskrevs av Dyar 1914. Talara mesospila ingår i släktet Talara och familjen björnspinnare. Inga underarter finns listade i Catalogue of Life.